# Ctenophryne carpish
Ctenophryne carpish es una especie de anfibio anuro de la familia Microhylidae. Es  endémica de Perú. Se encuentra amenazada de extinción por la pérdida de su hábitat natural.